# HD 108341 b
HD 108341 b est une planète extrasolaire (exoplanète) confirmée en orbite autour de l'étoile HD 108341.
Détectée par le HARPS équipant le télescope de 3,6 mètres de l'Observatoire européen austral à observatoire de La Silla, sa découverte par la méthode spectroscopique des vitesses radiales, annoncée en décembre 2014, a été confirmée par la NASA le 8 janvier 2015.
Il s'agirait d'une planète géante à période de révolution longue.